# Império do Sol (escola de samba)
Sociedade Cultural Beneficente e Carnavalesca Império do Sol é uma escola de samba de São Leopoldo no Rio Grande do Sul. Atualmente, participa dos desfiles do Carnaval de Porto Alegre.

## História
A Império do Sol foi fundada em 20 de fevereiro de 1988 na Sociedade Recreativa Rio Branco. A escola foi campeã em São Leopoldo sete vezes; em 1994 com o enredo: "Veja só no que deu a loucura é tudo isso", nesse mesmo ano fez sua estreia nos desfiles de Porto Alegre. Repetiu a conquista nos anos de 2002, 2004, 2006, 2009, 2013 e 2014. A escola atingiu a categoria especial do carnaval da capital pela primeira vez em 2003 com o enredo: "Império do Sol, numa história fascinante conta e encanta a Barra do Ribeiro". No ano seguinte fez uma homenagem a cidade de Pelotas, mas o resultado foi a última colocação e seu consequente rebaixamento. Em 2006 com a reformulação no carnaval de Porto Alegre a escola retornou a categoria especial, porém em 2008 voltou a ser rebaixada. Para 2009 apresentou o enredo: "A Império do Sol mostra neste Carnaval: Ser diferente é ser igual"; que falou sobre os deficientes físicos, suas dificuldades, suas conquistas e sua inserção na sociedade. A escola foi campeã de sua cidade e da categoria de acesso do carnaval de Porto Alegre.

## Segmentos

### Presidentes
| Nome                     | Mandato           | Ref.        |
| ------------------------ | ----------------- | ----------- |
| Alzemiro da Silva (Miro) | 1988 - atualidade | [ 4 ] [ 6 ] |

### Diretores
| Ano  | Diretor de Carnaval            | Diretor de harmonia | Ref.  |
| ---- | ------------------------------ | ------------------- | ----- |
| 2011 | Comissão de Carnaval           | Alisson Silva       | [ 4 ] |
| 2020 | Roberto Soares                 |                     |       |
| 2022 | Comissão de Carnaval           | Fabrício Martins    | [ 7 ] |
| 2023 | Altamiro Lopes e Edinho Fortes |                     | [ 6 ] |

| Ano        | Mestre de bateria         | Ref.        |
| ---------- | ------------------------- | ----------- |
| 1998       | Sílvio de Oliveira        | [ 8 ]       |
| 1999-2000  | Luiz Fernando Carvalho    | [ 3 ]       |
| 2004       | Jorge Tarol               |             |
| 2007       | Mestre Patê               | [ 2 ]       |
| 2009       | Carlos Eduardo Ferreira   |             |
| 2011       | Mestre Dadá               | [ 4 ]       |
| 2012       | Alexandre Chaves "Xapanã" |             |
| 2013       | Mestre Estevam            |             |
| 2014       | Thiago Paim               |             |
| 2015       | Mestre Cachorrão          |             |
| 2016       | Alexandre Chaves "Xapanã" |             |
| 2017       | Mestre Robson Kauby       |             |
| 2018-2023  | Mestre Cassinho           | [ 9 ] [ 6 ] |
| 2024       | Mestre Joubert            | [ 10 ]      |
| 2025-Atual | Mestre Nado               | [ 11 ]      |

### Coreógrafo
| Ano  | Nome      | Ref. |
| ---- | --------- | ---- |
| 2011 | Rogerinho |      |

### Casal de Mestre-sala e Porta-bandeira
| Ano        | Nome                              | Ref.        |
| ---------- | --------------------------------- | ----------- |
| 1998-1999  | Ramon Carvalho e Patrícia Martins | [ 8 ]       |
| 2000       | Márcio Oliveira e Jéssica Silva   | [ 3 ]       |
| 2001-2010  | Ramon Carvalho e Jéssica Silva    | [ 12 ]      |
| 2011       | Caio e Jéssica Silva              | [ 4 ]       |
| 2012       | Tadeu Pé de Vento e Jéssica Silva |             |
| 2013-2018  | Maicon Raphael e Jéssica Silva    | [ 13 ]      |
| 2019       | Willian e Jéssica Silva           | [ 14 ]      |
| 2020       | César Augusto e Jéssica Silva     | [ 9 ]       |
| 2022-Atual | Gregori Fagundes e Jéssica Silva  | [ 7 ] [ 6 ] |

### Corte de Bateria
| Ano  | Rainha             | Madrinha       | Ref. |
| ---- | ------------------ | -------------- | ---- |
| 2011 | Bárbara Nascimento | Débora Marques |      |

## Carnavais
| Ano                                               | Colocação              | Grupo (Porto Alegre) | São Leopoldo  | Enredo | Carnavalesco                        | Intérprete                     | Ref.                        |
| ------------------------------------------------- | ---------------------- | -------------------- | ------------- | --- | ----------------------------------- | ------------------------------ | --------------------------- |
| 1989                                              | *                      | *                    |               | Reino da Fantasia. |                                     |                                | [ 2 ]                       |
| 1990                                              | *                      | *                    | Vice-campeã   | Oto Blesmann. |                                     |                                | [ 2 ]                       |
| 1991                                              | *                      | *                    | Vice-campeã   | Dos sonhos de imigração á realidade da minha fantasia.                                                                                      |                                     |                                | [ 2 ]                       |
| 1992                                              | *                      | *                    | Vice-campeã   | Dos Reisados aos Reis Reinantes. |                                     |                                | [ 2 ]                       |
| 1993                                              | *                      | *                    |               | O que é que a Arte Afro baiana tem? |                                     |                                | [ 2 ]                       |
| 1994                                              | Campeã                 | Acesso               | Campeã        | Veja só no que deu a loucura é tudo isso.                                                                                                   |                                     |                                | [ 15 ] [ 8 ]                |
| 1995                                              | *                      | *                    |               | Festejos. |                                     |                                | [ 8 ]                       |
| 1996                                              | *                      | *                    |               | Império do Sol uma pequena grande lição de amor.                                                                                            |                                     | Joel Alves                     | [ 8 ]                       |
| 1997                                              | Campeã                 | Acesso               |               | Água Mole em Pedra Dura Tanto Bate até que Fura.                                                                                            |                                     | Joel Alves                     | [ 8 ]                       |
| 1998                                              | Vice-campeã            | Intermediário B      |               | Com que roupa eu vou? |                                     | Joel Alves                     | [ 8 ] [ 16 ]                |
| 1999                                              | 5.º lugar              | Intermediário A      |               | A Festa do Sol. | Paulo Castilhos                     | Joel Alves                     | [ 8 ] [ 17 ]                |
| 2000                                              | 5.º lugar              | Intermediário A      |               | Unisinos, fé, paixão e educação. | Alzemiro Silva                      | Joel Alves                     | [ 3 ] [ 18 ]                |
| 2001                                              | 3.º lugar              | Intermediário A      |               | Xaxá, Um mulato brasileiro no Reino dos Alafins de Oyó.                                                                                     | Mano Brum                           | Joel Alves                     | [ 2 ]                       |
| 2002                                              | Vice-campeã            | Intermediário A      | Campeã        | Vinho, Néctar dos Deuses fonte de vida. | Rogério Nunes                       | Joel Alves                     | [ 2 ] [ 19 ]                |
| 2003                                              | Campeã                 | Intermediário A      |               | Império do Sol, numa história fascinante conta e encanta a Barra do Ribeiro.                                                                | Silvio de Oliveira                  | Joel Alves                     | [ 2 ] [ 20 ]                |
| 2004                                              | 6.º lugar (Rebaixada)  | Especial             | Campeã        | Pelotas, a capital francesa no Rio Grande do Sul do Século XIX.                                                                             | Silvio de Oliveira                  | Joel Alves                     | [ 2 ] [ 21 ]                |
| 2005                                              | 3.º lugar              | A                    | Vice-campeã   | Se o povo não vem a livraria, vamos levar a livraria ao povo, a Império do Sol anuncia: O Cinqüentenário da Feira do Livro de Porto Alegre. | Silvio de Oliveira                  | Joel Alves                     | [ 2 ]                       |
| 2006                                              | 6.º lugar              | A                    | Campeã        | O homem viaja nas asas da imaginação e liberta o sonho de voar.                                                                             |                                     | Joel Alves                     | [ 2 ] [ 22 ]                |
| 2007                                              | 6.º lugar              | Especial             | Vice-campeã   | O Ouro liquido de Urre-Ui. | Mano Brum                           | Joel Alves                     | [ 2 ] [ 23 ]                |
| 2008                                              | 15.º lugar (Rebaixada) | Especial             | Vice-campeã   | Dos armazéns de Secos e Molhados à pujança dos supermercados. Uma história forjada na determinação.                                         |                                     | Joel Alves                     | [ 24 ] [ 25 ]               |
| 2009                                              | Campeã                 | Acesso               | Campeã        | A Império do Sol mostra neste Carnaval: Ser diferente é ser igual                                                                           | Comissão de Carnaval                | Joel Alves                     | [ 26 ] [ 27 ]               |
| 2010                                              | 10.º lugar             | Especial             | Hors concours | Deus abençoe África - Um cântico de louvação à Otampê Ojarô.                                                                                | Mano Brum                           | Joel Alves                     | [ 8 ] [ 28 ]                |
| 2011                                              | 11.º lugar (Rebaixada) | Especial             | Hors concours | Onira Pereira - A Trajetória de Uma Estrela.                                                                                                | Mano Brum e Reynaldo Oliveira       | Joel Alves                     | [ 29 ] [ 30 ]               |
| 2012                                              | Vice-campeã            | A                    | 3.º lugar     | Salve Mota, a voz do povão. | Reynaldo Oliveira                   | Joel Alves                     | [ 31 ] [ 32 ]               |
| 2013                                              | 3.º lugar              | A                    | Campeã        | Xaxá, um mulato brasileiro no reino dos Alafins de Oyó.                                                                                     | Maurício Schlusenn e Gilberto Alves | Joel Alves                     | [ 13 ] [ 33 ] [ 34 ]        |
| 2014                                              | 4.º lugar              | A                    | Campeã        | Gramado. Império da Magia | Comissão de Carnaval                | Joel Alves                     | [ 35 ] [ 36 ] [ 37 ]        |
| 2015                                              | 4.º lugar              | A                    | Não ocorreu   | Santo Antônio da Patrulha – Município Pioneiro do Santo Casamenteiro                                                                        | Marcyo de Olliveira e Marco Aramha  | Joel Alves                     | [ 38 ] [ 39 ] [ 40 ] [ 41 ] |
| 2016                                              | Campeã                 | Grupão               | Não ocorreu   | Quicumbis e Maçambique. A resistência de um povo. Salve a mãe África                                                                        | João Furquim                        | Joel Alves                     | [ 42 ] [ 43 ]               |
| As escolas da Série Prata não desfilaram em 2017. |                        |                      |               | |                                     |                                |                             |
| 2018                                              | Não ocorreu.           | Série Prata          | Campeã        | A Império do Sol Desafia, façam suas apostas, o Jogo Começou                                                                                | Comissão de Carnaval                | Joel Alves                     | [ 45 ] [ 46 ]               |
| 2019                                              | Campeã                 | Série Prata          | Vice-campeã   | Deus Abençoe África - Um cântico de louvação a Otampé Ojarô                                                                                 | Comissão de Carnaval                | Joel Alves                     | [ 47 ] [ 48 ] [ 49 ] [ 50 ] |
| 2020                                              | 7.º lugar              | Série Ouro           | Cancelado     | A Império do Sol Desafia, façam suas apostas, o Jogo Começou                                                                                | Comissão de Carnaval                | Joel Alves                     | [ 9 ] [ 51 ]                |
| Desfile cancelado em 2021.                        |                        |                      |               | |                                     |                                |                             |
| 2022                                              | 6.º lugar              | Série Ouro           | Hors concours | Império do Sol Pergunta: A Carne Mais Barata no Brasil Será Sempre a Carne Negra?                                                           | Comissão de Carnaval                | Joel Alves e Everton Rataescki | [ 53 ] [ 54 ]               |
| 2023                                              | 10.º lugar (Rebaixada) | Série Ouro           | Hors concours | Resido na Morada do Amor, Faço Este Samba com Emoção Para Falar do Direito à Habitação                                                      | João Furquim e Edinho Fortes        | Everton Rataescki              | [ 6 ]                       |
| 2024                                              | Campeã                 | Série Prata          | Hors concours | Um Bicentenário com mais de 200 Anos – São Leopoldo, a Saga Histórica da Cidade Povoada, Amada e Miscigenada                                | Comissão                            | Cesinha Senna                  | [ 10 ] [ 55 ]               |
| 2025                                              | 6.º lugar              | Série Ouro           | Hors concours | Império do Sol, numa história fascinante conta e encanta a Barra do Ribeiro                                                                 | Daniel Borges                       | Cesinha Senna                  | [ 11 ] [ 56 ]               |
| 2026                                              |                        | Série Ouro           | Hors concours | Artesãos dos sonhos e construtores do impossível... Mas pode me chamar de Escola de Samba!                                                  | Comissão de Carnaval                | Cesinha Senna                  |                             |
|                                                   |                        |                      |               | |                                     |                                |                             |

## Títulos
| Títulos em Porto Alegre | Títulos em Porto Alegre                                       | Títulos em Porto Alegre | Títulos em Porto Alegre      |
| ----------------------- | ------------------------------------------------------------- | ----------------------- | ---------------------------- |
| Grupo                   | Grupo                                                         | Títulos                 | Anos                         |
|                         | Intermediário-A / Acesso / Grupão / Prata (Atual Série Prata) | 5                       | 2003, 2009, 2016, 2019, 2024 |
|                         | Acesso (Grupo Extinto - 4ª divisão )                          | 1                       | 1997                         |

| Títulos em Outras Cidades | Títulos em Outras Cidades | Títulos em Outras Cidades | Títulos em Outras Cidades                            |
| ------------------------- | ------------------------- | ------------------------- | ---------------------------------------------------- |
| Cidade                    | Cidade                    | Títulos                   | Anos                                                 |
|                           | São Leopoldo              | 9                         | 1994, 2002, 2004, 2006, 2009, 2013, 2014, 2017, 2018 |
|                           | Campo Bom                 | 1                         | 1993                                                 |
|                           | Estância Velha            | 1                         | 1999                                                 |

## Prêmios
Estandarte de Ouro em Porto Alegre
Grupo A
- 2012: 2º casal de mestre-sala e porta-bandeira e musa/rainha de bateria.[57]

Grupão
- 2016: Tema enredo, fantasia, ala de baianas, passista feminino, passista masculino, porta estandarte e presidente.[58]